# This House Is Not for Sale: Live from the London Palladium
This House Is Not For Sale: Live From The London Palladium è il terzo album dal vivo dei Bon Jovi,  pubblicato il 16 dicembre 2016 dalla Island Records. Il live è stato registrato al Palladium Theatre di Londra il 10 ottobre 2016 in occasione del secondo concerto promozionale Bon Jovi Live and Intimate Around the World per la presentazione dell'album This House Is Not for Sale.
Durante questi concerti la band ha eseguito dal vivo tutti i 15 brani della versione deluxe americana di This House Is Not for Sale.

## Tracce
1. This House Is Not for Sale – 6:36 (Jon Bon Jovi, John Shanks, Billy Falcon)
2. Living With the Ghost – 5:05 (Jon Bon Jovi)
3. Knockout – 3:38 (Jon Bon Jovi, John Shanks)
4. Labor Of Love – 5:51 (Jon Bon Jovi, John Shanks, Billy Falcon)
5. Born Again Tomorrow – 4:07 (Jon Bon Jovi, John Shanks, Billy Falcon)
6. Roller Coaster – 3:44 (Jon Bon Jovi, Chris DeStefano, Ashley Gorley)
7. New Year's Day – 4:32 (Jon Bon Jovi, Billy Falcon)
8. The Devil's In The Temple – 3:22 (Jon Bon Jovi, Billy Falcon)
9. Scars on This Guitar – 5:31 (Jon Bon Jovi, Billy Falcon, Brett James)
10. God Bless This Mess – 3:18 (Jon Bon Jovi)
11. Reunion – 4:15 (Jon Bon Jovi)
12. Real Love – 4:43 (Jon Bon Jovi, Billy Falcon)
13. All Hail the King – 6:08 (Jon Bon Jovi, Chris DeStefano, Ashley Gorley)
14. We Don't Run – 4:01 (Jon Bon Jovi, John Shanks)
15. Come On Up To Our House – 5:38 (Jon Bon Jovi, John Shanks)

## Formazione
- Jon Bon Jovi – voce
- Tico Torres – batteria
- David Bryan – tastiere
- Hugh Mc Donald – basso
- Phil X – chitarra
- John Shanks – seconda chitarra
- Everett Bradley – percussioni